# Jackson Stewart
Jackson Rod Stewart, interpretato da Jason Earles, è un personaggio serie televisiva Hannah Montana. È il fratello maggiore di Miley Stewart e figlio di Robby Ray Stewart.

## Biografia
Jackson è un ragazzo imbranato, informale e spesso pigro. Come il resto della famiglia, è nato nel Tennessee, e si è trasferito a Malibù, in California, con il padre e la sorella dopo la morte della madre. È uno studente mediocre di scuola superiore. Inizialmente, appena trasferito, è stato preso in giro a scuola per il suo accento e il suo abbigliamento con cappello e cintura, che lo faceva assomigliare ad un cowboy di un rodeo.
Nelle prime tre stagioni lavora come inserviente al chiosco di Rico sulla spiaggia, e al termine dell'ultima stagione trova un impiego come tester di videogiochi. Riesce a mettere da parte abbastanza soldi, che gli consentono di comprare una macchina usata. Chiede spesso denaro a suo padre per arrotondare lo stipendio, ed è costantemente alla ricerca di modi per guadagnare, in genere per impressionare le ragazze. In un'occasione Jackson viene pagato da Fermine, lo stilista di Hannah, per fare da modello per gli abiti della sorella. In un'altra circostanza apre insieme ad Oliver uno stand in cui vende della carne secca con formaggio fuso. Ricorda di aver venduto su internet a 37.95 dollari un fazzoletto usato da Hannah Montana. Inoltre consegue il record per il più lungo periodo di tempo di saltellamento su un trampolo a molla, prodezza grazie a cui vince 5.000 dollari.
A differenza del padre e della sorella, Jackson sembra non avere alcun talento per la musica. Va però detto che, in un incubo di Miley, Jackson diventa una sensazionale rock-star di nome Bucky Kentucky.
Il talento principale di Jackson sembra invece essere per la recitazione. Ha interpretato un panciuto ispettore sanitario, una vecchia signora, e ha finto di aver subito un'amnesia, riuscendo ad ingannare la sorella. È anche bravo nelle imitazioni, come Elvis Presley, Don Vito Corleone, Fredo Corleone, e Ozzy Osbourne. Forse anche per merito delle sue doti di attore, Jackson è bravo a schivare domande dirette dando risposte ambigue, una tecnica che Jackson insegnerà anche a Miley.
Gioca a pallavolo nella squadra della sua scuola. Ha imparato a giocare a ping-pong abbastanza bene da riuscire a battere il padre. È un grande fan sia dei Los Angeles Dodgers che dei Los Angeles Lakers. Mostra interesse per i videogiochi, e la sua console portatile sembra essere un Game Boy Nintendo del 1980.
Jackson, dopo aver fallito l'accesso all'università, dichiara di avere un nuovo piano per il futuro: scrivere un libro rivelazione su Hannah Montana, ed ereditare metà del patrimonio del padre. Dopo aver sperimentato un flashforward in cui, ormai anziano, ancora lavora al bar di Rico, in Jackson si rinvigorisce la volontà di entrare al college.
Il suo migliore amico è Rico, sebbene tra i due ci sia sempre stato un rapporto di amicizia-odio, e solo nell'ultima puntata riescono ad ammettere di essere amici. Altri suoi amici sono Oliver, Cooper, e Thor.
Durante le prime tre stagioni, Jackson ha relazioni con diverse ragazze, ma nessuna di queste è duratura. Nella quarta stagione stabilisce una lunga relazione con Siena.

### Rapporto con Miley
Jackson e Miley litigano costantemente. Miley trova che Jackson sia spesso disgustoso e Jackson pensa che Miley sia egocentrica e troppo piena di sé. Tuttavia, sia Miley sia Jackson provano amore e apprezzamento reciproco. Inoltre in diverse occasioni, Jackson aiuta Miley a tirarsi fuori dai guai.
Essendo il primogenito, il padre nutre grandi aspettative in Jackson, che però vive costantemente sotto l'ombra di Miley.
A differenza di Robby Ray, Lilly e Oliver, Jackson non partecipa agli eventi di Hannah Montana sotto mentite spoglie. Anzi sfrutta spesso la sua vicinanza con Hannah per ottenere i biglietti dei concerti ed organizzare appuntamenti con delle ragazze.